# Chisana
Chisana (Tsetsaan' Na) è una città fantasma e un census-designated place (CDP) degli Stati Uniti d'America, situato nello Stato dell'Alaska e in particolare nella Census Area di Valdez-Cordova.